# Zofiówka (gromada w powiecie łódzkim)
Zofiówka – dawna gromada, czyli najmniejsza jednostka podziału terytorialnego Polskiej Rzeczypospolitej Ludowej w latach 1954–1972.
Gromady, z gromadzkimi radami narodowymi (GRN) jako organami władzy najniższego stopnia na wsi, funkcjonowały od reformy reorganizującej administrację wiejską przeprowadzonej jesienią 1954 do momentu ich zniesienia z dniem 1 stycznia 1973, tym samym wypierając organizację gminną w latach 1954–1972.
Gromadę Zofiówka siedzibą GRN w Zofiówce utworzono – jako jedną z 8759 gromad na obszarze Polski – w powiecie łaskim w woj. łódzkim, na mocy uchwały nr 31/54 WRN w Łodzi z dnia 4 października 1954. W skład jednostki weszły obszary dotychczasowych gromad Czyżemin i Zofiówka ze zniesionej gminy Dłutów w powiecie łaskim, oraz z powiatu łódzkiego: obszar dotychczasowej gromady Rydzynki (z wyłączeniem wsi Antoniówka) ze zniesionej gminy Rzgów i obszar dotychczasowej gromady Wola Kazubowa wraz z wsią Bądzyń i osadą młyńską Bądzyń z dotychczasowej gromady Dylew ze zniesionej gminy Kruszów. Dla gromady ustalono 27 członków gromadzkiej rady narodowej.
1 lipca 1956 gromadę włączono do powiatu łódzkiego w tymże województwie.
1 stycznia 1958 z gromady Zofiówka wyłączono wieś Czyżemin, włączając ją do gromady Dłutów w powiecie łaskim, po czym gromadę Zofiówka zniesiono, a jej (pozostały) obszar włączono do gromad: Rzgów (wieś Rydzynki, osada młyńska Pyć, osada młyńska Kunka, osada młyńska Galas, wieś Zofiówka i osada leśna Molenda) i Górki Małe (wieś Bądzyń, osada młyńska Bądzyń, kolonia Stanisławów, parcelacja i kolonia Wola Kazubowa oraz wieś Wola Kazubowa) w powiecie łódzkim.